# 히로시마현 제4구
히로시마현 제4구(広島県 第4区)는 일본의 중의원 선거구이다. 1994년 공직선거법으로 신설되었다.

## 지역
- 히로시마시
  - 아키구
- 미하라시 동해(야마토)
- 기타히로시마시
- 히가시히로시마시
- 아키 군